# 금천면 (나주시)
금천면(金川面)은 대한민국 전라남도 나주시의 면이다.

## 개요
금천면은 북쪽으로 광주광역시와 서쪽으로 영산강을 경계로 금남동과 접해 있으며 동쪽으로 산포면과 빛가람동과 접해 있다. 지석천과 합류하여 북서쪽으로 흐르는 영산강을 따라 배, 포도, 복숭아 등 과수원이 광활하게 펼쳐져 있다. 전 면적의 75%가 경지 지역으로 토지 활용도가 높은 지역이며, 세계적으로 이름을 떨치고 있는 나주배의 원산지임 아울러 배박물관, 배연구소, 배유통센타, 호남원예고등학교가 소재하고 있어 배에 대한 유통, 연구, 역사 등 모든 것을 볼 수 있다. 남쪽으로는 비옥한 옥토로 이루어진 나주평야가 펼쳐 있고 전남의 중심노선인 국도 제1호선이 면의 중심부를 가로질러 교통이 편리하고 평야 지대로 전원 도시로의 개발 잠재력이 풍부한 지역이다.

## 연혁
- 백제시대 : 미동부리현
- 고려시대 : 영평현
- 조선시대에는 남평군의 일부에 속함
- 1914년 행정구역 개편으로 금마산면과 어천면을 합하여 금마산과 어천의 이름을 따서 금천면이라 함

## 행정 구역
- 고동리
- 석전리
- 신천리
- 신가리
- 광암리
- 동악리
- 오강리
- 월산리
- 죽촌리
- 원곡리
- 촌곡리

## 교육
- 호남원예고등학교
- 금천초등학교
- 금천남초등학교 (폐교) - 금천면 금봉로 35 (동악리)
- 금천동초등학교 (폐교) - 금천면 석전리 377